# Agaríxevo
Agaríxevo (en rus: Агарышево) és un poble de l'óblast de Pskov, a Rússia, segons el cens del 2010 tenia 23 habitants. Pertany al districte de Krasnogorodsk.